# Blauta cribraria
Blauta cribraria – gatunek chrząszcza z rodziny sprężykowatych (Elateridae). Jest to gatunek typowy w swym rodzaju, do którego, oprócz niego, zalicza się jeszcze 1 gatunek  – Blauta falli Brown, 1936.
Owad ten mierzy sobie 9–16 mm długości.
Jego czoło ma kształt łódkowaty, długość większą od szerokości. Jego przedni brzeg jest zaokrąglony i wypukły. Czułki liczą sobie 11 segmentów. Drugi segment ma kształt okrągły. Trzeci, choć wydłużony w kształcie, pozostaje krótki, krótszy choćby od czwartego segmentu. Ostatni z jedenastu zwęża się apikalnie. Górna warga przybiera kształt zbliżony do prostokąta, jednak jej przednie kąty są zaokrąglone. Porastają ją długie sety. Ta ostatnia cecha łączy ją z wargą dolną.
Przedplecze o szerokości mniejszej od długości zwęża się w kierunku przednim. Samiec posiada aedagus, który, podobnie jak u innych pokrewnych rodzajów, posiada część podstawną krótszą od bocznych, które łączy się ze sobą po stronie brzusznej. Samica z kolei dysponuje pokładełkiem wyposażonym w stylus.
Chrząszcza zbadano dzięki materiałowi pochodzącemu ze Stanów Zjednoczonych Ameryki.